# Хронологија усташких злочина 1944.
Независна Држава Хрватска (1941-1945) проглашена је 10. априла 1941. након уласка њемачких окупационих трупа у Загреб. Током прве године постојања НДХ почињени су неки од најмасовнијих злочина усташа над српским, јеврејским и ромским цивилима и комунистима, међу којима је највише било припадника хрватског народа.
Идеологија усташког покрета била је темељена на расистичкој и екстремно националистичкој политици, по узору на фашистичке покрете у Европи, особито оне најутицајније - у Италији и Њемачкој, на основу чега овај покрет убрајамо међу фашистичке покрете. Основна тенденција усташке политике тицала се стварања етнички хомогеног простора у коме неће бити мјеста за припаднике српског, јеврејског и ромског народа, као и за политичке неистомишљенике, особито када је ријеч о комунистима. Оваква политика резултирала је масовним уништавањем српског, јеврејског и ромског становништва, као и свих политичких противника без обзира на етничко поријекло. Оваква пракса била је карактеристична за све дјелове НДХ.
Избијањем партизанског устанка током 1941. у Хрватској и Босни и Херцеговини, смањен је интензитет усташких злочина у појединим регионима на подручју НДХ. Бољом организацијом партизанског покрета и масовнијим приливом бораца омогућен је активнији отпор фашистичким формацијама и стварање слободне територије. Усташе сада морају ангажовати велике снаге како би продрле у српска насеља, док им је током љета 1941. полазило за руком да са мањим снагама похватају велик број становника које би потом ликвидирали. Међутим, у појединим регионима у којима су услови организовања антифашистичке борбе били отежани (Срем, Славонија, градска насеља, итд.) или у регионима који су били изложени офанзивама усташких и њемачких снага (Козара, Кордун, Фрушка гора, итд.) забиљежени су масовни злочини и масовне депортације локалног становништва у логоре, што је подразумјевало изузетно високе људске губитке. Такође, током 1942. запажа се масовније уништавање ромског становништва него претходне године. Ово се односи на колективне депортације ромских заједница у логор Јасеновац. Исто тако, током 1942. учестале су колективне депортације становништва српских села Босанске крајине, Славоније и дијела Баније, као и масовне депортације из других региона, у логор Јасеновац, а настављене су и депортације јеврејског становништва у логоре, као и претходне године.
Поједини региони настањени српским становништвом, пре свега у Босни, били су 1942. поштеђени усташких покоља и масовнијих депортација у логоре захваљујући споразумима о сарадњи са органима НДХ локалних четничких одреда. Ипак, ови споразуми, ако и непосредна сарадња четника са НДХ, омогућили суоружаним формацијама НДХ да се више усредсреде на подручја под контролом партизана, што је резултирало масовних страдањима цивилног становништва и бораца НОВЈ.

## Јануар
- 23. јануар 1944: Масован злочин у селу Горња Стубица у Хрватском загорју. Према подацима НДХ провенијенције (извјештај Котарске области Доња Стубица), припадници Усташке војнице и Поглавниковог тјелесног сдруга 23. јануара 1943. у селу Горња Стубица убили су (стријељали и објесили) најмање 21 насумично похватано лице хрватске националности који су били становници села Горња Стубица, Орехова Горица, Слани Поток, Дубовец, Кашин, Вугровец. Међу убијенима било је 16 мушкараца и 5 жена. Дио страдалих је објешен у Горњој Стубици. Истог дана усташе су похватале и спровеле у усташке затворе у Загребу 152 особе са подручја котара Доња Стубица и котара Свети Иван Зелина. Публикована су имена убијених лица.[1]

## Фебруар
- 22. фебруар 1944: Припадници Поглавниковог тјелесног сдруга на подручју Иваншчице у Хрватском загорју ухватили 20 војних бјегунаца. У документу се не наводе подаци о даљој судбини ухапшених лица.[2]

## Март
- 13. март 1944: Стријељање 6 активиста НОП-а од стране редарства (жандармерије) НДХ између Клокочевца и Ровишћа покрај Бјеловара. Публикована су имена страдалих.[3]

- 13. март 1944: 34. усташки батаљон извршио не ноћни препад из Госпића на Острвици, изненадивши вод 1. батаљона Личког НОП одреда. Противнападом усташе су одбачене, али су прије повлачења убиле 10 ухваћених становника, (жене и дјецу), опљачкале стоку и попалиле бајте, подигнуте уз зидове раније попаљених кућа.[4]

## Април
- 3. април 1944: У селу Равнеш покрај Бјеловара усташка засједа убила 3 и ухапсила 5 комуниста. Публикована су имена убијених и ухапшених лица.[5]

## Мај
- 7-8. мај 1944: Убиства и хапшења симпатизера и активиста НОП-а у хрватским селима Покупско и Купчина покрај Писаровине. У доступном извору спомиње се убиство 11 лица и хапшење 14 лица. Публиковани су подаци о дијелу ухапшених и убијених лица.[6]

- 15. мај 1944: У логору Јасеновац убијено 55 становника Перушића хрватске националности. Убијено је 42 члана породице Амић и 13 чланова породице Јелинић. Међу убијенима било је 20 жена и 5 дјеце.[7]

- 17. мај 1944: Убиство једног и хапшење једног комунисте у селу Горња Пољана покрај Вараждина.[8]

- 30. мај - 1. јун 1944: Хапшење 52 комуниста и активиста НОП-а у Загребу од којих су многи убијени током 1944-1945.[9]

## Јун
- 11. јун 1944: Стрељање 6 симпатизера и активиста НОП-а у Загребу. Публикована су имена страдалих. Међу убијенима била су 2 висока официра Хрватског домобранства словеначке поријекла.[10]

- 30. јун 1944: Стријељање 28 талаца у Копривници од стране усташких власти.[11]

## Јул
- 1. јул 1944: Припадници њемачког војног редарства (полиције) из Загреба и Орославља "у заједници са" НДХ оружницима (жандармима) из Доње Ступице извршили су рацију у селима у околини Доње Стубице. Том приликом припадници њемачког војног редарства ухватили су 20 војних бјегунаца, претежно из Јаковља. Ухапшеници су потом предани Министарству унутрашњих послова НДХ. Публикована су њихова имена.[11]

- 8. јул 1944: Усташе убиле 10 становника подкалничких села (котар Копривница): Беланово Село, Расињица, Сеговина. Убијени су били српске и хрватске националности. Публикована су њихова имена. Истог дана запаљено је 9 кућа у оближњем селу Пркос.[12]

- 8. јул 1944: Хапшење 13 лица хрватске националности, рођака припадника НОВЈ у Лудбрегу. Ухапшеници су спроведени у усташки затвор у Вараждину. У доступном извору нису наведени подаци о њиховој даљој судбини. Публикована су имена ухапшеника.[13]

- 12. јул 1944: Убиство 4 српска становника села Кленовац покрај Перушића, укључујући двоје дјеце.[14]

- 15. јул 1944: Убиство 10 лица ромске националности из Ловинца у Лици. Злочин се догодио у мјесту Ловинац. Публикована су имена страдалих.[15]

- 15. јул 1944: Усташе убиле 3 становника села Црквена Вес покрај Сесвета. Убијени су били активисти НОП-а хрватске националности. Публикована су имена страдалих.[16]

- 17. јул 1944: Пљачкање и паљење кућа у селу Глобочец покрај Доње Стубице у Хрватском загорју. Том приликом усташе су ухватили 3 дјевојке и одвели их собом. Двије дјевојке су побјегле, а једну су силовали.[17]

- 21-22. јул 1944: Хапшење 19 војних бјегунаца у селима Карловец и Сесвете Лудбрешке покрај Лудбрега. Том приликом убијено је једно малолетно лице.[18]

- 23. јул 1944: Убиство 4 особе хрватске националности од стране усташа у селу Ловинац у Лици, од чега су 3 особе биле жене, а једна је била дијете. Публикована су имена страдалих.[19]

- 25. на 26. јул 1944:. Усташка полиција у Дарувару ухапсила је 30 домобрана који су радили за НОП. 19 их је осуђено на смрт и стријељано, а остали су упућени у концентрационе логоре[20]

- 30. јул 1944: Вјешање 7 партизана и комуниста у близини Сесвета. Публикована су имена страдалих. Међу објешенима 6 лица је било хрватске, а једно српске националности.[21]

## Август
- средина августа 1944: Убиство најмање 27 српских становника села Студенци покрај Перушића. Публикована су имена страдалих.[22]

- 26. август 1944: У опћини Јаблановац у Хрватском загорју објешено је 36 грађана.[23]

## Септембар
- Крајем септембра 1944 33. усташка бојна у селима у околини Дрежнице усмртила је на суров начин 36 цивила и 7 непокретних партизанских рањеника партизанске прихватне болнице у селу Кракару. У селу Јасенак заклано је 6 мјештана, у Понорцу 7, у Брезном 8, а у Кракару 15 људи.[24]

## Новембар
- 4. новембар 1944: У Загребу је објешено 10 талаца као одмазда за партизанску саботажу изведену 9. листопада 1944. у околици Самобора. Међу објешенима је била и Викторија-Викица Тучкорић, организациони секретар Мјесног комитета КПХ за Загреб. Оглас о вјешању објављен је у »Хрватском народу«, бр. 1178 стр. 2 од 4. новембра 1944[25].

- 5. новембар 1944: Убиство 7 особе хрватске националности из Ловинца и Личког Церја од стране усташа. Међу убијенима било је 6 жена. Публикована су имена страдалих.[26]

- 21. новембар  1944: у Дрежници и околини 33. усташка бојна на суров начин усмртила је 170 мјештана Дрежнице и околине. Убојства су почињена у самој Дрежници, као и у селима Локва, Николићи, Чорта, Зрнићи и Селиште. Истовремено је њемачки труп у селу Радловићи усмртио више мјештана и становника села Локве који су побјегли пред усташама. Укупно је убијено 170 мјештана, од тога 49 дјеце, од чега је 27 дјеце заклано, а 22 живо спаљено у кућама. Комеморација за 170 убијених мјештана одржана је 21. новембра 2014.[24]

## Децембар
- 15. децембар 1944: Убиство 6 српских становника села Доњи Косињ покрај Перушића. Међу убијенима било је 5 жена. Убиство је извршено клањем. Публикована су имена страдалих.[27]

- 21. децембар 1944: Убиство 2 лица хрватске националности од стране усташа у селу Велики Модруш Поток покрај Дуге Ресе.[28]

- 23. децембар 1944: Усташе су у селу Хрушевец у Хрватском загорју попалили 60 кућа и господарских зграда те убили 17 мјештана.[23]

- 30. децембар 1944: Усташе су у Крушљеву Селу код Орославља објесиле 50 талаца који су доведени из Загреба[29]. Земаљска комисија за утврђивање злочина окупатора и његових помагача у Загребу утврдила је поименични списак објешених.[30]

- 31. децембар 1944: Усташе су у Јаковљу у Хрватском загорју запалили 65 кућа, око 100 господарских објеката, 29 људи је убијено, а 160 одведено у логор. Још двије су особе умрле касније од задобивених рана.[31]

Свега се присјећа још жива свједокиња Б. Б. Њезин отац, Вјекослав, помагао је и прије партизанима. Она је у тренутку трагедије имала 10 година. Присјећа се како су оца усташе одвели и објесили га на оближњем храсту, а како су сестру Катицу од шест година, маму Марицу и брата Стјепана од четири године запалили у кући. Б. је избјегла страшну смрт побјегавши к мајчиној полусестри. Док је бјежала, усташе су је погодили метком у руку.